# Saint-Brice-sous-Forêt
Saint-Brice-sous-Forêt è un comune francese di 14 393 abitanti situato nel dipartimento della Val-d'Oise nella regione dell'Île-de-France.

## Società

### Evoluzione demografica
Abitanti censiti